# Roman picaresque

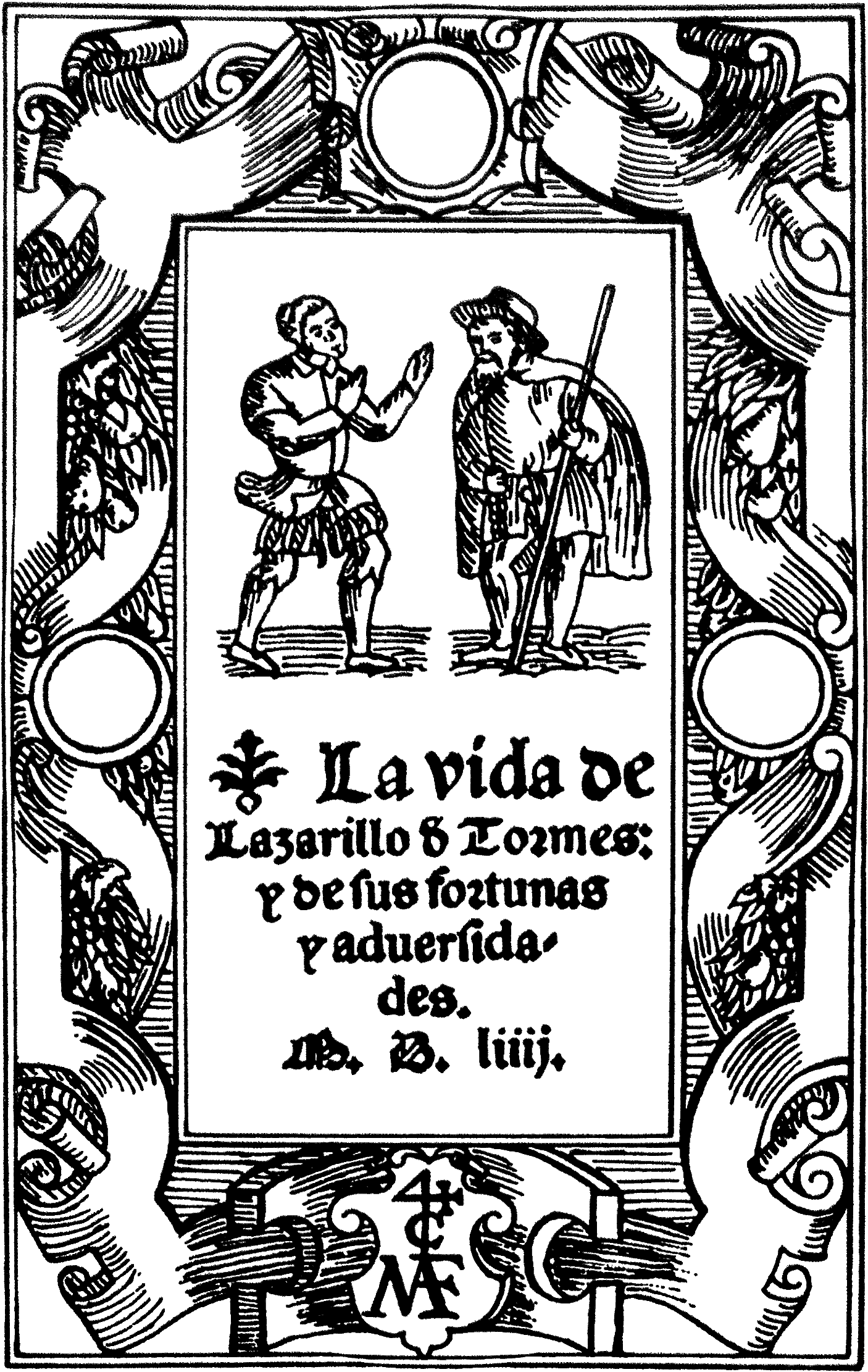
Couverture du roman picaresque La Vie de Lazarillo de Tormes dans son édition de 1554.

Le roman picaresque (de l'espagnol pícaro, « misérable », « futé ») est un genre littéraire né en Espagne au XVIe siècle et qui a connu sa plus florissante époque dans ce pays.
Un roman picaresque se compose d'un récit sur le mode autobiographique de l’histoire de héros miséreux, généralement des jeunes gens vivant en marge de la société et à ses dépens. Au cours d’aventures souvent extravagantes supposées plus pittoresques et surtout plus variées que celles des honnêtes gens, qui sont autant de prétextes à présenter des tableaux de la vie vulgaire et des scènes de mœurs, le héros entre en contact avec toutes les couches de la société.

## Origines
Le roman picaresque se rattache directement à des modèles beaucoup plus anciens. Dans l’Antiquité gréco-romaine, le roman avait déjà les mêmes caractères. L’Âne d’or d’Apulée, qui en est l’exemple le plus célèbre, est fait lui aussi d’une extrême variété d’épisodes, souvent reliés entre eux par des liens légers ou arbitraires. Le personnage principal traverse une série d’aventures, qu’aucune existence humaine n’aurait pu connaître dans la réalité ; et il s’y ajoute encore plus d’un récit gratuitement introduit par un personnage épisodique. L’œuvre d’Apulée continuait, elle-même, la tradition des « fables milésiennes », fables qu’elle se contentait parfois de recoudre entre elles, de même que les grands poèmes homériques semblent bien avoir recousu entre eux des chants épiques de l’âge antérieur. Ces œuvres trouvaient leur raison d’être profonde et durable dans un effort de l’art littéraire pour s’égaler à la diversité de la vie, diversité qu’aucun des autres genres n’était à même d’embrasser.

## Esthétique
Le roman picaresque est généralement porté par une vision critique des mœurs de l’époque. Mais les éléments sociaux ou moraux sont bientôt doublés par l’élément esthétique du roman picaresque, dont la structure très libre permet à l’auteur d’introduire à chaque instant de nouveaux épisodes, sans les faire sortir de ce qui précède. Ce manque de logique et de nécessité interne dans le développement finit par distinguer le roman picaresque.
À la différence des autres genres littéraires comme la tragédie, la comédie, le discours ou l’histoire, qui s’astreignaient tous à des lois précises de développement, de construction, et parfois même n’hésitaient pas à faire violence à la réalité pour la soumettre à l’harmonie de l’art, le roman fonctionnait sans règles. Toute peinture de la société, pour être un peu vaste et foisonnante, devait échapper aux règles habituelles, et trop étroites, de la composition afin de pouvoir représenter l’infinie diversité de la vie et du monde social. Le roman picaresque a su contourner l’écueil qui menaçait le roman psychologique dont les personnages peu nombreux, l’action simple et rectiligne, le milieu uniforme ou à peine caractérisé, les réalités quotidiennes estompées, sinon pudiquement oubliées, risquaient de l’appauvrir en en faisant un double, ou un substitut, de la tragédie.[réf. nécessaire]

## Caractéristiques
Six caractéristiques constitutives distinguent le roman picaresque :[réf. nécessaire]

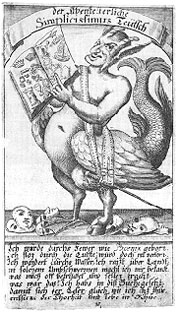
Les Aventures de Simplicius de Grimmelshausen.

1. Le protagoniste est un pícaro de rang social très bas ou qui descend de parents sans honneur ou ouvertement marginaux ou délinquants. Le profil d’antihéros du pícaro constitue un contrepoint à l’idéal chevaleresque. Vivant en marge des codes d’honneur propres aux classes dominantes de la société de son époque, son plus grand bien est sa liberté. Aspirant également à améliorer sa condition sociale, le pícaro a recours à la ruse et à des procédés illégitimes comme la tromperie et l’escroquerie ;
2. Structure de fausse autobiographie : le roman picaresque est narré à la première personne comme si le protagoniste racontait ses propres aventures, à commencer par sa généalogie, contrairement à ce qu’est censé faire un chevalier. Le pícaro apparaît dans le roman dans une double perspective : comme auteur et comme acteur. Comme auteur, il se situe dans un temps présent qu’il évalue à l’aune de son passé de protagoniste, et il raconte une action dont il connaît le dénouement à l’avance ;
3. Déterminisme : bien que le pícaro tente d’améliorer sa condition sociale, il échoue toujours et restera toujours pícaro, c’est pourquoi la structure du roman picaresque est toujours ouverte. Les aventures racontées pourraient se poursuivre indéfiniment car l’histoire n’est pas capable d’évolution susceptible de la transformer ;
4. Idéologie moralisante et pessimiste : chaque roman picaresque en viendrait à être un grand cas exemplaire de conduite aberrante systématiquement punie. Le picaresque est très influencé par la rhétorique sacrée de l’époque, fondée dans beaucoup de cas, sur la prédication d’exemples relatant la conduite dévoyée d’un individu qui finit soit par être puni soit par se repentir ;
5. Intention satirique et structure itinérante : la structure itinérante du roman picaresque met le protagoniste dans chacune des strates de la société. L’entrée du protagoniste au service d’un élément représentatif de chacune de ces couches constitue un nouveau prétexte de critique de celles-ci. Le pícaro assiste ainsi, en spectateur privilégié, à l’hypocrisie incarnée par chacun des puissants nantis qu’il critique à partir de sa condition de déshérité, puisqu’il ne s’érige pas en modèle de conduite ;
6. Réalisme, y compris naturalisme dans la description de certains des aspects les moins plaisants de la réalité qui, jamais idéalisée, est au contraire présentée comme une moquerie ou une désillusion.

## Postérité
Le picaresque s’est également exporté en France avec, par exemple, le dialogue philosophique entre Jacques le Fataliste et son maître de Denis Diderot, ou l’Histoire de Gil Blas de Santillane de Lesage. Ce genre littéraire a eu une postérité, il en subsiste des traces jusque dans le Bildungsroman allemand comme le Wilhelm Meister de Goethe.
On peut aussi voir l'influence de sa philosophie dans de nombreux westerns, où un homme du peuple, souvent un petit malfrat au grand cœur, se dresse contre l'autorité établie pour redresser des torts[réf. nécessaire]. En 2000, le roman Allah n'est pas obligé de l'écrivain ivoirien Ahmadou Kourouma a pu être décrit comme présentant un style picaresque.

## Exemples de romans picaresques

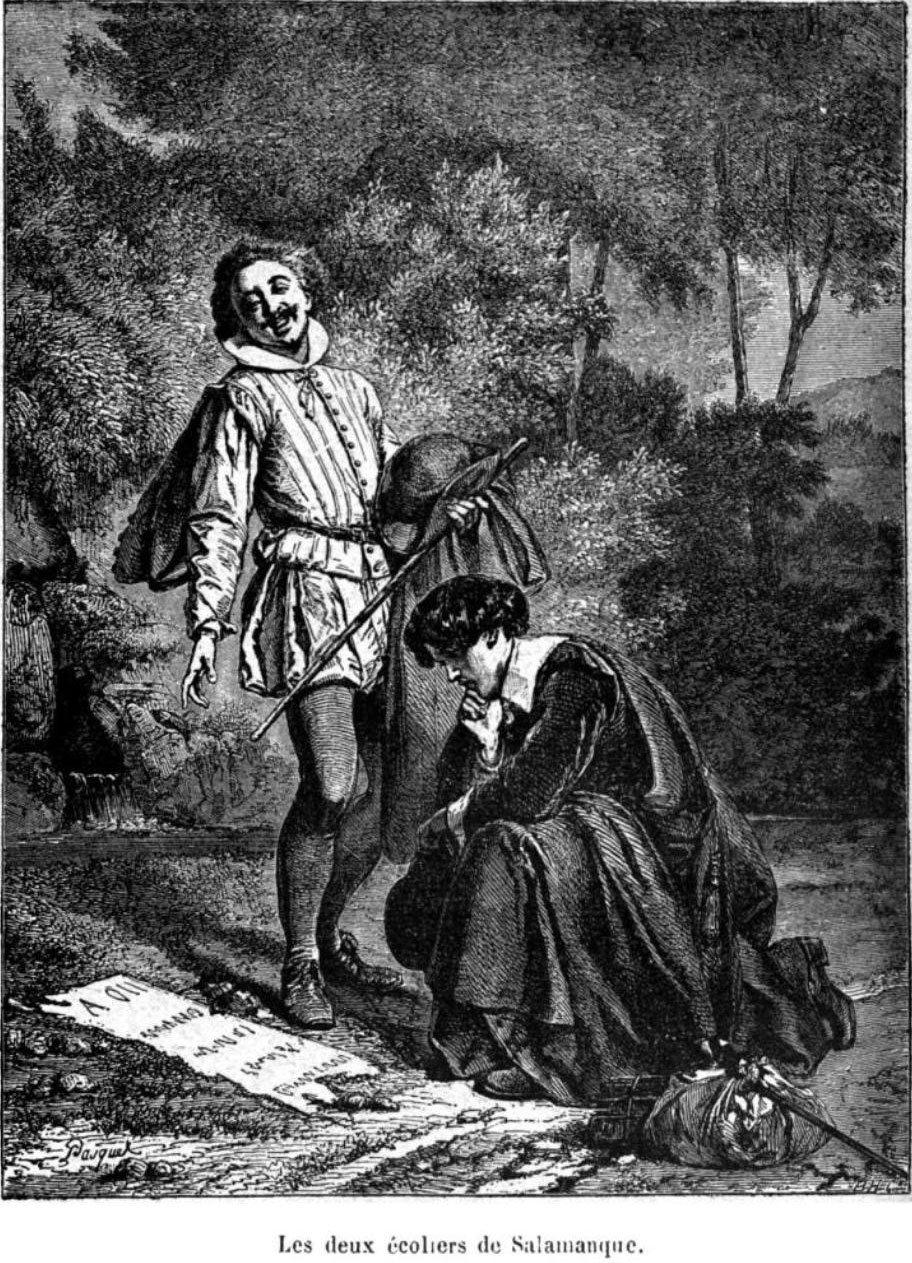
Histoire de Gil Blas de Santillane de Lesage.

- Maqâma de Badî' al-Zamân al-Hamadhânî (Xe siècle), présentant les aventures du roublard Abu al-Fath al-Iskandari. On peut voir dans le genre du maqâma, le précurseur du genre du roman picaresque.
- La Vie de Lazarillo de Tormes (1554, anonyme)
- Guzmán de Alfarache (1599-1604, Mateo Alemán)
- La vie généreuse des Mercelots, gueus et boesmiens, mis en lumière par monsieur Pechon de Ruby, Anonyme (attribué à l'auteur fictif Pechon de Ruby), (Lyon 1596)
- La Pícara Justina (1605, López de Úbeda)
- Les Relations de Marc d'Obregon (Relaciones de la vida del escudero Marcos de Obregón, 1618, Vicente Espinel)
- El Buscón (1626, Francisco de Quevedo)
- Le Diable boiteux (1641, Vélez de Guevara)
- La Garduña de Sevilla (1642, Castillo Solórzano)
- La vida y hechos de Estebanillo González, hombre de buen humor (1646, Anonyme)
- Les Aventures de Simplicius Simplicissimus (1668, Hans Jakob Christoffel von Grimmelshausen)
- Gil Blas de Santillane (1715-1735, Lesage)
- Heurs et malheurs de la fameuse Moll Flanders (1722) de Daniel Defoe
- Le Paysan parvenu (1735, Marivaux)
- Histoire de Tom Jones, enfant trouvé (1749) d'Henry Fielding
- Istòria de Joan-l'an-pres (1756-1765) de Jean-Baptiste Fabre
- L'Enfant du carnaval (1796, Pigault-Lebrun)
- Manuscrit trouvé à Saragosse (1797-1815, Jean Potocki)
- Mémoires de Barry Lyndon (1844, William Makepeace Thackeray)
- La Rôtisserie de la Reine Pédauque (1892, Anatole France)
- Cycle de La Terre mourante (1950-1984, Jack Vance) notamment les nouvelles autour du personnage du malicieux Cugel.
- Sur la route (1957, Jack Kerouac)
- Les Mangeurs d'étoiles (1966, Romain Gary)
- Balthasar Kober (1980, Frédérick Tristan)
- Water Music (1980, T. C. Boyle)
- La Conjuration des imbéciles (1981, John Kennedy Toole)
- Le Cantique de l'Apocalypse joyeuse (1992, Arto Paasilinna)
- Survivant (1999, Chuck Palahniuk)
- Le Vol sans un fût (2001, Mikho Mossoulichvili)
- The Adventures of Peregrine Pickle (Tobias Smollett)
- Le Vieux qui ne voulait pas fêter son anniversaire (Hundraåringen som klev ut genom fönstret och försvann, 2009 - 2011 pour la version française, Jonas Jonasson)
- Au revoir là-haut (2013, Pierre Lemaitre)

## AuxXXeetXXIesiècles
Kvachi Kvachantiradze est un roman écrit par Mikheil Javakhishvili en 1924. C'est, en bref, l'histoire d'un escroc, le Géorgien Felix Krull, ou peut-être un Don Quichotte cynique, nommé Kvachi Kvachantiradze : coureur de jupons, tricheur, auteur de fraude à l'assurance, braqueur de banque, associé de Raspoutine, cinéaste, révolutionnaire et proxénète.
Les douze chaises (1928) et sa suite, Le petit veau d'or (1931), d'Ilya Ilf et Yevgeni Petrov (connus ensemble sous le nom d'Ilf et Petrov) sont devenus des classiques de la satire russe du XXe siècle et la base de nombreuses adaptations cinématographiques.
La Famille de Pascal Duarte (1942) de Camilo José Cela, Homme invisible, pour qui chantes-tu ? (1952) de Ralph Ellison et The Adventures of Augie March de Saul Bellow (1953) faisaient également partie de la littérature picaresque du milieu du XXe siècle. Shining with the Shiner (1944) de John A. Lee raconte des histoires amusantes sur le héros folklorique néo-zélandais Ned Slattery (1840–1927) survivant grâce à son intelligence et battant «l'éthique du travail protestant». Il en va de même pour Les Confessions de Félix Krull (1954) de Thomas Mann, qui, comme de nombreux romans, mettent l'accent sur le thème d'une ascension charmante et espiègle dans l'ordre social. Under the Net (1954) d'Iris Murdoch, Le Tambour (1959) de Günter Grass est un roman picaresque allemand. The Sot-Weed Factor (1960) de John Barth est un roman picaresque qui parodie le roman historique et utilise l'humour noir en utilisant intentionnellement de manière incorrecte des dispositifs littéraires.
D'autres exemples des années 1960 et 1970 incluent L'Oiseau bariolé (1965) de Jerzy Kosinski, Les Aventures singulières du soldat Ivan Tchonkine (1969) de Vladimir Voinovich et Le lièvre de Vatanen (1975) d'Arto Paasilinna.
Les exemples des années 1980 incluent le roman de John Kennedy Toole, La conjuration des imbéciles, qui a été publié en 1980, onze ans après le suicide de l'auteur, et a remporté le prix Pulitzer de fiction en 1981. Il suit les aventures d'Ignatius J. Reilly, un slob bien éduqué mais paresseux et obèse, alors qu'il tente de trouver un emploi stable à La Nouvelle-Orléans et rencontre de nombreux personnages colorés en cours de route.
Les exemples ultérieurs incluent Baudolino d'Umberto Eco (2000), et The White Tiger d'Aravind Adiga (Prix Booker 2008).
William S. Burroughs était un fan dévoué des romans picaresques et a donné une série de conférences sur le sujet en 1979 à l'Université Naropa du Colorado. Il dit qu'il est impossible de séparer l'anti-héros du roman picaresque, que la plupart d'entre eux sont drôles et qu'ils ont tous des protagonistes étrangers par nature. Sa liste de romans picaresques comprend le roman de Pétrone, le Satyricon (54-68 apr. J.-C.), The Unfortunate Traveler (1594) de Thomas Nashe, Maiden Voyage (1943) et A Voice Through a Cloud (1950) de Denton Welch, Two Serious Ladies (1943) de Jane Bowles, Mort à crédit (1936) de Louis-Ferdinand Céline, et même lui-même.
Dans la narration latino-américaine contemporaine, on trouve Hijo de ladrón (1951) de Manuel Rojas, El roto (1968) de Joaquín Edwards, Hasta no verte Jesús mío (1969) d'Elena Poniatowska, Las aventuras, desventuras y sueños de Adonis García, el vampiro de la colonia Roma (1978) de Luis Zapata et Un hijo de perra (2017) de José Baroja, entre autres.

### Textes
- Romans picaresques espagnols, Paris, Gallimard, coll. "La Pléiade", 1120 p., 1994 : La vie de Lazare de Tormes et de ses fortunes et adversités ; Mateo Alemán : Le gueux ou la vie de Guzmán d'Alfarache, guette-chemin de vie humaine, Ire partie ; Francisco de Quevedo : La vie de l'aventurier Don Pablos de Ségovie, vagabond exemplaire et miroir des filous). "Les trois chefs-d'œuvre du roman picaresque espagnol."

### Études
- Le Roman picaresque espagnol du siècle d’or : Aspects littéraires, historiques, linguistiques et interdisciplinaires, Paris, Indigo et côté-femmes, 2006
- Picaresque européenne : actes, Colloque international du C.E.R.S. 1976, Montpellier, Centre d’études et de recherches sociocritiques, 1976
- Francis Assaf, Lesage et le picaresque, Paris, A.-G. Nizet, 1983
- Marcel Bataillon, Le Roman picaresque, Paris, La Renaissance du livre, 1932
- Marcel Bataillon, Les Nouveaux Chrétiens dans l’essor du roman picaresque, Groningen, Wolters, 1964
- Michel Cavillac, Gueux et marchands dans le Guzmán de Alfarache (1599-1604) : roman picaresque et mentalité bourgeoise dans l’Espagne du Siècle d’Or, Bordeaux, Bière, 1983
- Cécile Cavillac, L’Espagne dans la trilogie 'Picaresque' de Lesage : emprunts littéraires, empreinte culturelle, Bordeaux, Presses Universitaires de Bordeaux, 1984
- Roger Chartier, Figures de la gueuserie, Paris, Montalba, 1982
- Florence Clerc, Gogol et la tradition picaresque espagnole. Tchitchikov et Guzman, Thèse de doctorat de l’Université de la Sorbonne nouvelle
- Edmond Cros, Protée et Le Gueux, recherches sur les origines et la nature du récit picaresque dans Guzmán de Alfarache, Paris, Didier, 1967
- Édouard Diaz, L’Espagne picaresque, Paris, A. Charles, 1897
- Maurice Gauchez, La Littérature des gueux, Bruxelles, Fondation Universitaire, 1932
- Bronislaw Geremek, Les Fils de Caïn : l’image des pauvres et des vagabonds dans la littérature européenne du XVe et XVIIe siècles, Paris, Flammarion, 1997
- Louis Gondebeaud, Le Roman "picaresque" anglais, 1650-1730, Paris, H. Champion, 1979
- Tonia Haan, Postérité du picaresque au XXe siècle : sa réécriture par quelques écrivains de la crise du sens, F. Kafka, L-F. Céline, S. Beckett, W. Gombrowicz, V. Nabokov, Assen, Van Gorcum, 1995
- Monique Michaud, Mateo Alemán, moraliste chrétien : de l’apologue picaresque à l’apologétique tridentine, Paris, Aux Amateurs de livres, 1987
- Thomas Serrier, Régis Tettamanzi, Crystel Pinçonnat, Échos picaresques dans le roman du XXe siècle : Louis-Ferdinand Céline, Voyage au bout de la nuit, Ralph Ellison, Invisible man, Günter Grass, Le tambour, Neuilly, Atlande, 2003
- Maurice Molho, Jean-Francis Reille, Romans picaresques espagnols, Paris, Gallimard, 1968
- Gustave Reynier, Le Roman réaliste au XVIIe siècle, Paris, Hachette et cie, 1914 ; Genève, Slatkine Reprints, 1971
- Jules Romains, « Lesage et le Roman Moderne », The French Review, vol. 21, no 2. décembre 1947, p. 97-99
- Françoise Du Sorbier, Récits de gueuserie et biographies criminelles de Head à Defoe, Berne ; New York, P. Lang, 1983
- Didier Souiller, Le Roman picaresque, Paris, Presses universitaires de France, 1980
- Pierre-Louis Vaillancourt, Roman picaresque et littératures nationales, Québec, Université Laval, 1994
- Jacqueline van Praag-Chantraine, Actualité du roman picaresque, Bruxelles, [s.n.], 1959
- Joseph Vles, Le Roman picaresque hollandais des XVIIe et XVIIIe siècles et ses modèles espagnols et français, s Gravenhage, Papier-Centrale Tripplaar, 1926
- Gustave Vapereau, Dictionnaire universel des littératures, Paris, Hachette, 1876, p. 1594